# Teșna (Coșna), Suceava
Teșna (în maghiară Tesnatelep) este un sat în comuna Coșna din județul Suceava, Transilvania, România.
 Acest articol despre o localitate din județul Suceava este deocamdată un ciot. Puteți ajuta Wikipedia prin completarea lui.